# 中折式

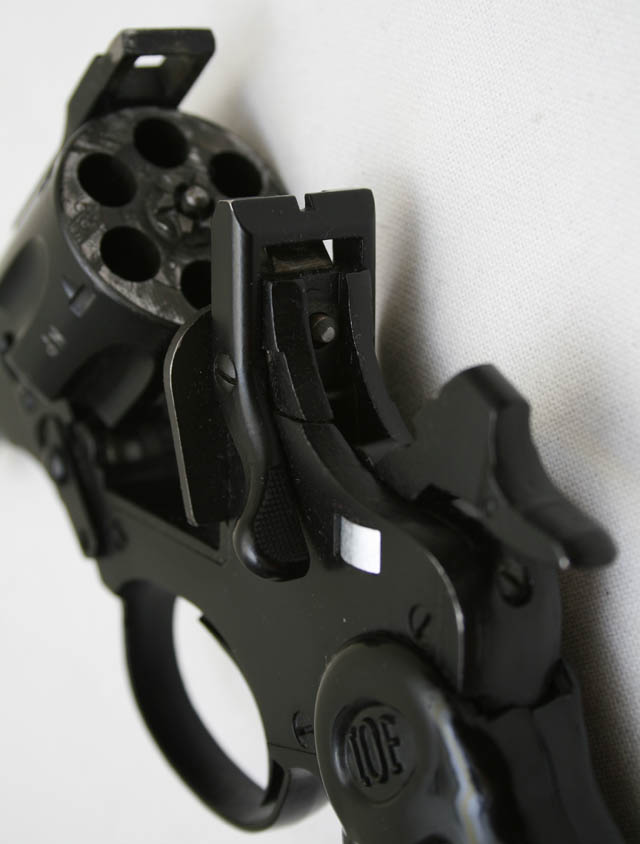
一把印度製IOF 32轉輪手槍槍管折開後的狀態

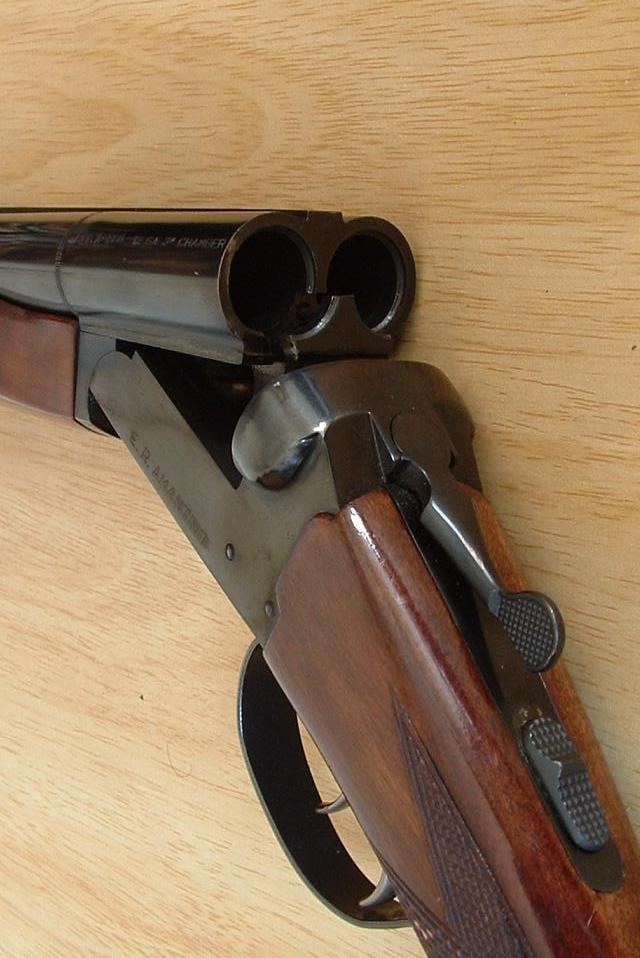
雙管霰彈槍槍管折開後的狀態

中折式（英語：Break-action）是一種槍械運作機制。其原理是使用一根或多根與槍體鉸接的槍管，在解除鎖栓後向下折開，暴露出槍膛，從而容許射手裝填或退膛（期間退殼桿會把膛室內的子彈或彈殼彈出，以實現所謂的“自動拋殼”）。額外的步驟可能還包括把擊鎚拉下以準備開火。
採用中折式原理的槍械有很多種，常見的包括：雙管霰彈槍、雙管步槍和複合槍。另外也被用於信號槍、單發式榴彈發射器、單發手槍（尤其是迪林格手槍）、單管或多管霰彈槍、氣槍和部份舊式轉輪手槍（採用中折式設計的轉輪手槍也被稱為“拗輪”）。
這種機制也被稱為“鉸接式”（Hinged-action）、“折開式”（Break-open）、“折管式”（Break-barrel）及“頂折式”（Top-break）。
另有一種稱作“翻起式”（英語：Tip-up）的機制。與中折式的分別在於其槍管是向上翻起而非向下折開。這種設計主要用於舊式德林加手枪和史密斯威森1型轉輪手槍。

## 優點
- 設計簡單，容易保養和操作。
- 由於没有任何活動部件的原故而顯得比連發槍械和各種使用閂鎖機制的早期後裝槍緊湊。這大大減低了槍枝本身的重量，同時容許具備一根更長的槍管。
- 退殼桿是內建於其可拆卸的槍管組件，而所謂的槍體本身只是收納擊針和扳機的平台，意味著用戶能夠很容易地為中折式槍械更換槍管。
- 生產成本較其他連發槍械低廉。
- 由於没有自動槍械或泵動式／栓動式槍械在右邊拋殼的問題，左撇子也能夠使用。
- 能夠裝填更長的彈藥。
- 能夠容易地透過口徑轉換套件更改口徑。

## 缺點
- 若要裝填多發子彈就必須增加槍管或膛室數量，這除了增加重量以外還會大幅影響射擊精度，而且射程也較短。這也說明了為何中折式設計常用於對精度和射程較不重視的雙管／多管霰彈槍而非步槍。且雙管步槍的價格相當昂貴。
- 固定槍管的鎖栓經長時間使用後容易產生磨損，從而導致槍管不能被鎖定，意味著槍枝將變得無法使用。那些鎖栓為可移除部件的中折式槍械固然能夠透過更換一個新的鎖栓解決問題。然而部份鎖栓為固定部件的槍械就可能需要透過燒焊方式來生產出鎖栓磨損的部份，並得想辦法把鎖栓回復至原來的形狀。
- 結構不夠堅固，無法發射高膛壓彈藥。 且鎖耳必須要足夠堅固來鎖定所有槍管，以及承受發射時所產生的一切反作用力。雖然對於本身就發射低膛壓彈藥的霰彈槍來說固然不成問題。但部份中心式底火彈藥可能會產生一個單鎖耳無法承受的膛壓，故可能需要一個更大的鎖耳。
- 由於設計問題，較難使用無緣式彈藥。

## 另見
- 泵動式
- 手動槍機
- 雙管霰彈槍
- 複合槍
- 單發手槍